# رودلف بيرثولد (طيار مقاتل)
رودلف بيرثولد (بالألمانية: Rudolf Berthold)‏ هو طيار مقاتل ألماني، ولد في 24 مارس 1891 في Maroldsweisach ‏ في ألمانيا، وتوفي في 15 مارس 1920 في هاربورغ (منطقة) في ألمانيا.